# AES Sonel
AES Sonel är ett elnätsföretag i Kamerun. I samband med att det statliga bolaget privatiserades 2001 köpte AES Corporation en ägarandel på 56 %.

## Idrott
Företaget ligger även bakom ett volleybollag. Både herr- och damlaget har deltagit i de afrikanska mästerskapen (Men's African Club Championship respektive Women's African Club Championship. Herrlaget har som bäst blivit tvåa (1991/1992) och damlaget som bäst trea.